# Aloe armatissima
Aloe armatissima é uma espécie de liliopsida do gênero Aloe, pertencente à família Asphodelaceae.